# 疏纹胡桃蛤
疏纹胡桃蛤（学名：Nucula exodonta），是弯锦蛤目银锦蛤科银锦蛤属的一种。主要分布于中国大陆，常栖息在水深1604米软泥底。